# Egletes prostrata
Egletes prostrata là một loài thực vật có hoa trong họ Cúc. Loài này được (Sw.) Kuntze mô tả khoa học đầu tiên năm 1891.